# Görgei Artúr-portrészobor (Visegrád)

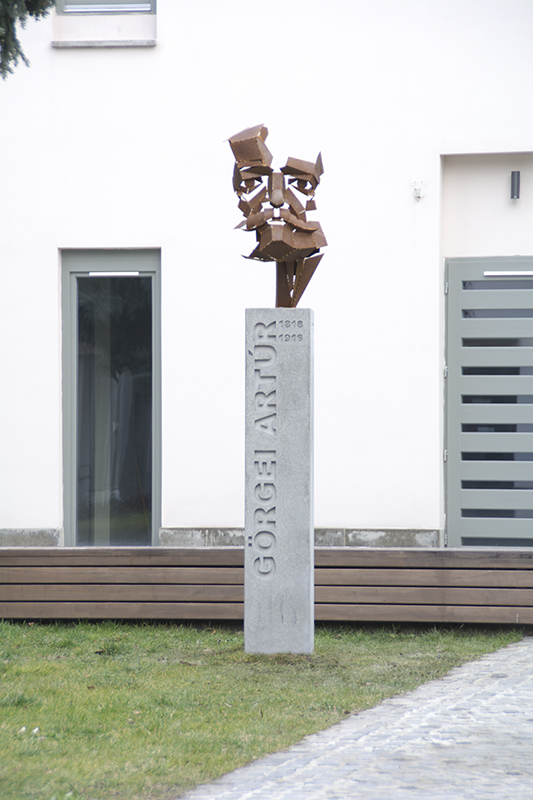
Görgei Artúr tábornok szobra Visegrádon a Városháza belső udvarán.

A szobor ünnepélyes felavatására a tábornok születésének kétszázadik évfordulóját megelőző napon került sor a Visegrádi Városháza belső udvarán.
Az alkotást Visegrád város Önkormányzata meghívásos pályázat keretében választotta ki. 
A 180 cm magas műkőoszlopra helyezett speciális rozsdaálló acélból készült lemezszobor ifjabb Szlávics László alkotása. A szobor befoglaló méretei 96 × 55 × 53 cm. A műtárgy teljes magassága 276 cm.

## Kiállításai
- 2016 a pályázatra beérkezett tervek nyilvános bemutatója Visegrádon a Városháza épületében. 60 cm magas acéllemez változat.
- 2017 XI. Ötvösművészeti Biennále, Budapest, 60 cm magas acéllemez változat.
- 2018 Az ötvösművészeti biennálék díjazottjai 2007-2017, Magyar Képzőművészek és Iparművészek Szövetsége, Budapest, 60 cm magas acéllemez változat.
- 2019 Az ismeretlen Görgei, Magyar Nemzeti Múzeum, Budapest, 60 cm magas acéllemez változat.

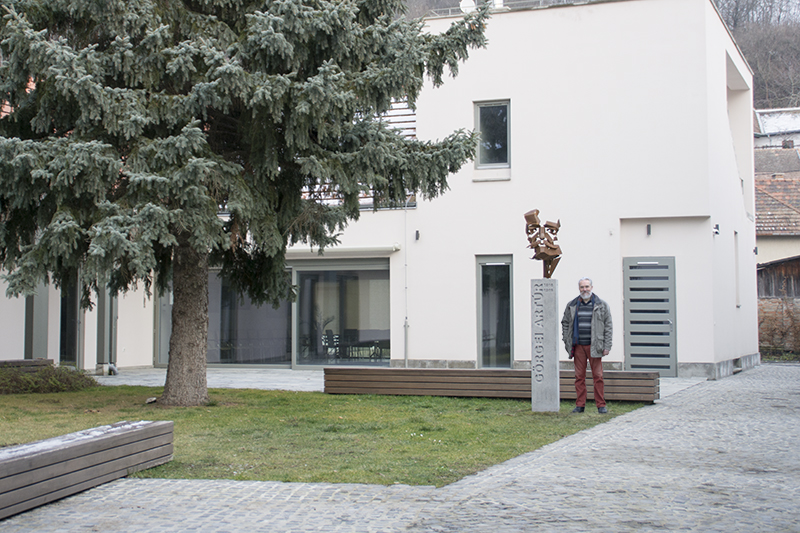
Görgei Artúr tábornok szobra Visegrádon a Városháza belső udvarán.
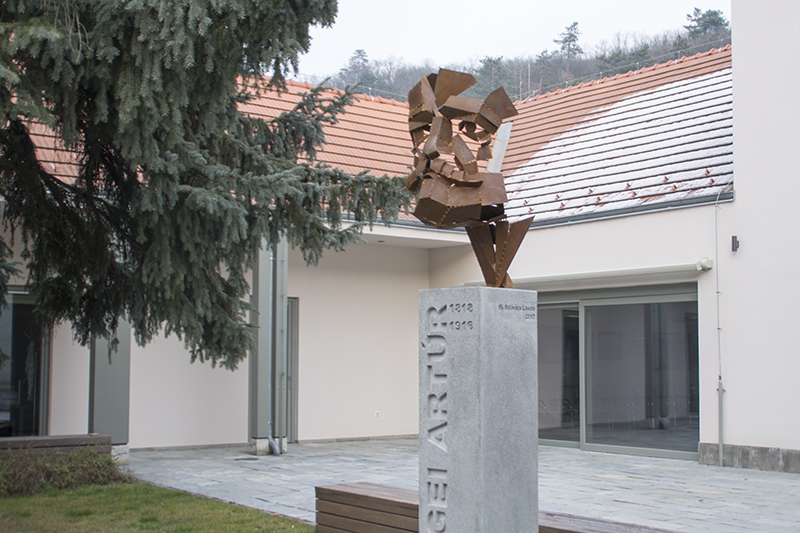
Görgei Artúr tábornok szobra Visegrádon a Városháza belső udvarán.